# Caracas Fútbol Club
Caracas Fútbol Club este un club de fotbal venezuelan cu sediul în Caracas.Echipa susțin meciurile de acasă pe Cocodrilos Sports Park cu o capacitate de 15.000 de locuri